# 希梅尼斯王朝
希梅尼斯王朝（西班牙語：Dinastía Jimena）是西班牙歷史上的一個王朝，曾統治納瓦拉王國、卡斯蒂利亚王國以及阿拉贡王國。系中世纪伊比利亚半岛重要的统治家族。该王朝起源于9世纪，至11-12世纪期间，其宗室支系通过复杂的联姻与继承关系，逐步掌控了纳瓦拉、阿拉贡、卡斯蒂利亚、莱昂及加利西亚等王国，并将势力范围扩展至法国南部诸领地。作为收复失地运动（Reconquista）的核心政治力量，该王朝不仅实质性拓展了基督教王国的控制疆域，更通过军事威慑将毗邻的穆斯林泰法诸国纳入附庸体系。

## 历史
历史上首个有记载的希梅内斯家族成员是潘普洛纳的加西亚·希门尼斯，但身份成谜。据《罗达法典》记载，他是"潘普洛纳王国另一区域的君主"，推测其统治范围位于伊尼格斯王朝直接控制区之外的纳瓦拉地区，从留存的后世特许状所列地产来看，可能统治着阿拉瓦和西比利牛斯边境地带。该家族长期被认为起源于加斯科涅地区。
公元905年，王朝创始人幼子桑乔·加塞斯借助外部势力，取代伊尼格斯王朝的福尔顿·加塞斯，将王权收归本家族。他被视为王朝的真正奠基者，此后数代穆斯林史料都称该家族为"巴努·桑乔"（阿拉伯语：بنو شانجه，意为桑乔后裔）。12世纪安达卢西亚突尼斯编年史家伊本·卡尔达布斯更将潘普洛纳的桑乔三世称为"伊本·阿巴尔卡"（阿拉伯语：بن أبرك，意为阿巴尔卡之子），这一称号源自桑乔一世的绰号，由此形成"巴努·阿巴尔卡王朝"。除成功抵御科尔多瓦埃米尔的多次进攻外，桑乔一世还击溃邻近的巴努·卡西家族，将潘普洛纳疆域扩展至埃布罗河上游谷地，并将原属自治的阿拉贡伯国纳入版图。
925年桑乔去世后，其弟希梅诺·加塞斯延续强势统治，频繁介入邻近基督教国家与穆斯林政权的政治博弈。他逝世时将王位传给尚处幼年的侄子——桑乔之子加西亚·桑切斯一世。这位幼主最初由其母托达·阿斯纳尔（伊尼格斯家族后裔）摄政，托达通过建立复杂的政治联姻网络维系着伊比利亚基督教诸国的关系。加西亚成年后邀请表亲科尔多瓦的阿卜杜勒-拉赫曼三世介入，成功摆脱母亲控制。此后三代君主皆受制于哈里发国，经历战败与臣服的屈辱时期。加西亚为其幼子建立的维格拉附庸王国仅存续数十年，最终被重新并入潘普洛纳王国。
直到"伟大者"桑乔统治时期（1000-1035），潘普洛纳才真正摆脱科尔多瓦的宗主权。这位雄主不仅统治着潘普洛纳，还通过征服权获得阿拉贡、卡斯蒂利亚乃至莱昂（不含加利西亚）的统治权。他接受巴塞罗那伯爵效忠，可能还获得加斯科涅公爵的臣服。在莱昂加冕后，他更自封全西班牙皇帝。其辽阔疆域在去世后被诸子瓜分，形成三个独立的希梅内斯王朝的王国。
长子加西亚继承的纳瓦拉王国无力维持霸权，导致私生子兄弟拉米罗一世统治的阿拉贡完全独立（拉米罗此前已接管被谋杀的兄弟贡萨洛在索夫拉尔韦和里瓦戈萨的领地）。幼弟卡斯蒂利亚伯爵费尔南多一世于1037年在战场上击杀名义上的宗主——莱昂-加利西亚国王并继承其王位，建立了卡斯蒂利亚王国，并将这些领土完全纳入家族统治。他随后击败加西亚，在兄弟中建立某种霸权，但临终前再次将王国分封诸子。其中阿方索六世不仅继承父亲统一后的王国，更征服托莱多，重拾皇帝头衔，甚至宣称要同时统治基督教与穆斯林西班牙。
1076年，纳瓦拉支系的桑乔四世遭兄弟暗杀，其堂兄弟卡斯蒂利亚的阿方索六世与阿拉贡的桑乔·拉米雷斯联合瓜分王国：阿拉贡统治者获得纳瓦拉王冠，西部领地则划归卡斯蒂利亚。当纳瓦拉-阿拉贡的"战士"阿方索迎娶阿方索六世之女——卡斯蒂利亚与莱昂女王乌拉卡并宣称帝号时，家族领地曾短暂统一。但这段婚姻最终破裂，卡斯蒂利亚与莱昂王位由乌拉卡前婚之子继承，脱离希梅内斯王朝。阿拉贡与纳瓦拉在阿方索去世后也分道扬镳：前者传于其弟，后者由原统治家族后裔继承，最终都通过女系传入他族——阿拉贡的佩德罗妮拉嫁予巴塞罗那统治者，实现两国合并为阿拉贡联合王国；纳瓦拉的布兰卡在其兄桑乔七世1234年去世后继承王位，标志着希梅内斯王朝的终结。

15世纪意大利波吉亚家族曾编造族谱，宣称祖先是萨拉戈萨博尔哈领主佩德罗·德·阿塔雷斯。这位竞争者当年在"战士"阿方索去世后曾角逐纳瓦拉与阿拉贡王位。佩德罗确属希梅内斯家族旁系，是阿拉贡国王桑乔·拉米雷斯私生兄弟——里瓦戈萨伯爵桑乔·拉米雷斯之孙。若此谱系属实，波吉亚家族将成为希梅内斯王朝的直系后裔。但经考证，这一血统纯属虚构。